# سونيك إكس شادو جينيريشنز
سونيك إكس شادو جينيريشنز بالإنجليزية: Sonic X Shadow Generations ؛ باليابانية: ソニック × シャドウ ジェネレーションズ) هو لعبة منصات تم تطويرها بواسطة سونيك تيم ونشرتها سيجا في عام 2024. إنها اللعبة الثانية لشخصية القنفذ سونيك التي يظهر فيها شادو كبطل رئيسي، بعد لعبة القنفذ شادو (2005). تدور قصتها بالتوازي مع لعبة سونيك جينيريشنز (2011)، وتعمل كـ "باراكوين"، حيث يواجه شادو خصمه اللدود بلاك دوم بينما يسافر عبر الزمن.
مثل لعبة سونيك جينيريشنز، فإن مستويات وأعداء لعبة القنفذ شادو مستوحاة من ألعاب سونيك السابقة؛ كما تتضمن مستويات وآليات لعب من ألعاب صدرت بعد سونيك جينيريشنز.
لعبة شادو جينيريشنز ليست متاحة كألعاب مستقلة، بل تأتي مدمجة مع نسخة محسنة من لعبة سونيك جينيريشنز في مجموعة "سونيك إكس شادو جينيريشنز". تم إصدارها في 25 أكتوبر 2024 على منصات نينتندو سويتش، بلايستيشن 4، بلايستيشن 5، إكس بوكس ون، إكس بوكس سيريس إكس/إس، وويندوز، وحصلت على تقييمات إيجابية بشكل عام. بحلول يناير 2025، تم بيع 2 مليون نسخة من اللعبة.

## وصلة خارجية
- سونيك، اجيال الظل على موقع IMDb (الإنجليزية)
- الموقع الرسمي
 (بالإنجليزية)